# 鈴木同學，我愛你！
《鈴木同學，我愛你！》（日语：好きです鈴木くん!!）是日本漫畫家池山田剛創作的日本漫畫作品。於《Sho-Comi》（小學館）2008年18号至2012年14号進行連載。2011年14号曾停止連載一次。單行本全18卷。

## 登場人物

### 主要人物
※聲優順序：OVA版/遊戲版
星野爽歌/成瀬爽歌（聲優：浅倉杏美/瀧田樹里）
本作的女主角之一，初中生。個性害羞，說話卻很直接的女孩。擁有過於常人的演出技巧。小時候父母常吵架，且又忙碌，所以不常在家，因害怕而常開著電視，反而迷戀上電視裡的人物，而開始練習演戲。雖然喜歡演戲，但因沒膽量，而不參與話劇社。因為羞澀的個性，初次上台表演時非常緊張，之後因為輝而重新振作，非常喜歡鈴木輝，與鈴木輝交往中。後來因為父親工作的緣故，轉學到九州，但在出發的過程中發生了車禍，星野父母為了保護星野而死，在這之後喪失了記憶，成為吸引日本人的女演員，被母親的弟弟和弟媳領養，轉而改姓為成瀨。失憶後，雖個性大不如從前，孤僻、自卑，且不再展露笑容，但在輝的笑容與保護之下，終於再次展開笑容。後來恢復了記憶，但因自己與除了輝以外的男人有碰觸而決定離開輝。漫畫64話-65話中，因千尋的鼓勵，所以跑去在輝跟忍準決賽中，穿着婚纱跟輝再一次告白。高中畢業後並無繼續升學，漫畫的最後生下一對雙胞胎「直生（男）」和「万生（女）」並與輝結婚，之後直生一樣跟隨媽媽的腳步往演員的目標前進。
鈴木輝（（すずき ひかる））　聲優：小田久史/宮田幸季
本作的男主角之一，初中生。明亮活潑的運動神經超群的籃球少年，運球技術是千尋傳授的。小時候因千尋受傷放棄棒球，轉而從打棒球變成打籃球，說要替千尋爬上頂點。非常在意自己的身高，但在升上高二之後，突然變得非常高大且帥氣。個性開朗樂觀，樂於助人，待人和善又溫柔。是星野的頭號粉絲，也是第一個朋友，時常給予星野鼓勵。喜歡星野，說將來要與星野結婚，目前與星野交往中。只要爽歌遇上危險總能察覺，並化解，是爽歌非常重視的人。但因星野失憶之事，大受打擊，但在千尋的鼓勵下重新振作，決定再次讓現在的爽歌愛上自己。所以他也想赢这个篮球比赛，之后跟爽歌再次求婚。與忍是死對頭，一見面就打架，什麼都要爭，都要吵，但在保護自己喜歡的女孩子時，常與忍合作，並意見相同。
伊藤千尋（（いとう ちひろ））　聲優：一色まゆ/竹達彩奈
本作品的女主角之一，初中生。輝的青梅竹馬。善良、美麗、堅強的女孩，比爽歌更受歡迎。千尋從小開始就喜歡輝，而輝卻只把千尋當姐姐。千尋因喜歡輝，又喜歡爽歌而放棄自己的情感，決定真心祝福著輝與爽歌。有時會因為忍溫柔的笑臉與舉動而心跳不已，原本答應忍與他進同一所高中，順便好讓自己死心，最後卻因不能不管因為爽歌的事正在失落的輝而反悔，導致忍不再相信女孩子，千尋也在背後不停的向忍道歉著傷害他之事。上了高中后，千尋一直自责自己伤害了忍，不能在回到那段快乐的回忆。偶然几次遇见忍，但忍一次又一次的伤害她，千尋的情绪是很不乐观又再次的自责自己。最後逐漸被忍的心意所感動。漫畫最後與忍結婚，並在大學畢業後回到國中母校擔任英語老師，與忍育有一子「廣」。
鈴木忍（（すずき しのぶ））　聲優：岩崎了/近藤隆
本作的男主角之一，初中生。性格很壞又任性，但成績優秀、運動萬能，在各式各樣的大會優勝著的天才孩子。因為看見輝和爽歌開心的神情而露出寂寞表情的千尋，而開始對千尋心動。喜歡千尋。因為千尋，個性慢慢變得溫柔，不再出口惡言。在千尋為了輝的事情，露出笑容時，都會感到心痛。告白後，決定要等待千尋的答覆。然而千尋卻又為了輝的事情担心，当千尋跟他说不要上同个高中时，他马上知道是因为輝。他感到非常心痛，並發誓不再愛上任何女人。上了高中后，变得冷酷，天天换新女友。然而與千尋再度重逢時決定傷害她，卻又讓自己的心感到難過又痛苦，這時才發現自己仍然喜歡著千尋。之后他决定在和辉比赛赌如果他赢了比赛，他要跟千尋再次告白。如果输了，他就离开。與輝是死對頭，一見面就打架，什麼都要爭，都要吵，但在保護自己喜歡的女孩子時，常與輝合作，並意見相同。漫畫最後承接家族企業，並與千尋結婚生子。

### 次要人物
葵绘里香
與爽歌同年的超天才新人女演員，因為拍戲而與爽歌初次接觸，爽歌十分崇拜繪里香而在教室裡練習了一次繪里香所飾演的角色，然而繪里香卻流露出了感動的淚水。爽歌被繪里香視為勁敵，認為將來爽歌一定會是一個很出色的女演員。深深被輝吸引著，似乎也喜歡輝。漫畫最後育有一名女兒(城田櫻)。
佐藤前輩（（さとうせんぱい））
中學時代，爽歌的前輩，同時也是話劇社l的最佳男演員。原本對爽歌只是玩玩的心態，在演戲的過程中喜歡上了爽歌。
葵遙
漫畫第二部篇登場(漫畫35話)，繪里香的弟弟。經常被誤認成是女生，所以天天被男生群追。曾经辉误会他是女生，可是千尋是第一個看出他是男生的人。對千尋有好感。
城田巧（（しろた たくみ））
在爽歌失憶後，她的叔叔發現她似乎擁有很強的演戲天賦，並帶她去試鏡。一開始認定爽歌肯定不會過，開始測試時卻，卻看見融入角色的爽歌，而被她吸引著。試鏡的過程中喜歡上了爽歌，並成為了爽歌的男朋友。但在爽歌恢復記憶後，而與爽歌分手，在漫畫最後一集說到與葵繪里香成為夫妻。
本田千沙（（ほんだ ちさ））
漫畫第三部登場(漫畫72話),輝的學妹,就讀於藝能科,並且是事務所的期待新星,很喜歡爽歌,漫畫結局時成為一位歌星。喜欢礼央，但本人并没有察觉，只知道每次看见礼央心跳会很快。
三村礼央（（みむら れお））
漫畫第三部登場(漫畫72話)。輝的學弟,與千沙是青梅竹馬,喜欢千沙。之後加入籃球部，球技超群。
永田蝶子（（ながた ちょうこ））
漫畫第三部登場(漫畫72話)。之前是个不良少女，和千沙做朋友后成為籃球部經理,之後與葵交往的樣子。
鈴木直生（（すずき なお））
輝與爽歌的孩子，於最終話登場。意味著可能會跟繪理香的女兒產生戀愛火花。朝氣十足，因為媽媽的關係自己也想成為演員，與萬生個性差很多。
鈴木萬生（（すずき まお））
輝與爽歌的孩子，個性跟爸爸一樣，常常為了小事而和忍的孩子爭吵，長大後可能會擦出戀愛火花。
鈴木廣（（すずき ひろむ））
千尋與忍的孩子，比直生和萬生小一歲，跟爸爸的個性一模一樣，愛跟萬生爭執，以後可能會跟萬生在一起。

### 其他人物
八王子老師（（はちおうじせんせい））
中學時，擔任輝與爽歌還有千尋的班主任，同時也是數學老師。是戲劇社的顧問及編劇。單身。25歳。通稱王子。有傳言以前是名爆走族
小次郎
輝的愛犬。雖名字像公的，事實上卻是母的。只要輝與爽歌有親密行為便會抓狂。非常喜歡輝。
上杉奏
戲劇社社員。因不滿當不到主角而唆使其他4名社員同時缺演，但反而讓爽歌發揮出演戲的天賦。
山中涼二
與爽歌演對手戲（恋爱得分）的男孩，外表嬌小可愛，內心卻十分陰險。但因爽歌過於融入角色中，而被牽著走。事後認同爽歌的實力並視為勁敵。似乎也被爽歌所吸引著。

## 出版書籍
| 卷數 | 小學館         | 小學館                 | 東立出版社     | 東立出版社             |
| 卷數 | 發售日期       | ISBN                   | 發售日期       | ISBN                   |
| ---- | -------------- | ---------------------- | -------------- | ---------------------- |
| 1    | 2008年12月24日 | ISBN 978-4-09-132197-8 | 2009年12月23日 | ISBN 978-986-10-4747-8 |
| 2    | 2009年3月26日  | ISBN 978-4-09-132308-8 | 2010年2月10日  | ISBN 978-986-10-4748-5 |
| 3    | 2009年6月26日  | ISBN 978-4-09-132425-2 | 2010年3月25日  | ISBN 978-986-10-4749-5 |
| 4    | 2009年8月26日  | ISBN 978-4-09-132598-3 | 2010年4月16日  | ISBN 978-986-10-4750-8 |
| 5    | 2009年10月26日 | ISBN 978-4-09-132787-1 | 2010年5月14日  | ISBN 978-986-10-4751-5 |
| 6    | 2009年12月24日 | ISBN 978-4-09-132800-7 | 2010年7月22日  | ISBN 978-986-10-5040-9 |
| 7    | 2010年3月26日  | ISBN 978-4-09-133044-4 | 2010年11月24日 | ISBN 978-986-10-5483-4 |
| 8    | 2010年7月26日  | ISBN 978-4-09-133330-8 | 2010年12月14日 | ISBN 978-986-10-6130-6 |
| 9    | 2010年10月26日 | ISBN 978-4-09-133516-6 | 2011年6月2日   | ISBN 978-986-10-6664-6 |
| 10   | 2010年12月24日 | ISBN 978-4-09-133543-2 | 2011年8月22日  | ISBN 978-986-10-7063-6 |
| 11   | 2011年3月25日  | ISBN 978-4-09-133686-6 | 2012年2月29日  | ISBN 978-986-10-7433-7 |
| 12   | 2011年7月26日  | ISBN 978-4-09-134041-2 | 2012年6月19日  | ISBN 978-986-10-8169-4 |
| 13   | 2011年10月26日 | ISBN 978-4-09-134129-7 | 2012年7月19日  | ISBN 978-986-10-8911-9 |
| 14   | 2011年12月26日 | ISBN 978-4-09-134155-6 | 2012年12月24日 | ISBN 978-986-10-9229-4 |
| 15   | 2012年3月26日  | ISBN 978-4-09-134290-4 | 2013年1月18日  | ISBN 978-986-10-9728-2 |
| 16   | 2012年6月26日  | ISBN 978-4-09-134528-8 | 2013年3月6日   | ISBN 978-986-317-373-1 |
| 17   | 2012年7月26日  | ISBN 978-4-09-134626-1 | 2013年4月3日   | ISBN 978-986-317-518-6 |
| 18   | 2012年9月26日  | ISBN 978-4-09-134638-4 | 2013年5月7日   | ISBN 978-986-317-945-0 |

公式漫迷手冊
| 卷數 | 小學館        | 小學館                 | 東立出版社     | 東立出版社             |
| 卷數 | 發售日期      | ISBN                   | 發售日期       | ISBN                   |
| ---- | ------------- | ---------------------- | -------------- | ---------------------- |
| I    | 2010年7月26日 | ISBN 978-4-09-133314-8 | 2011年11月17日 | ISBN 978-986-10-8296-7 |
| II   | 2012年7月26日 | ISBN 978-4-09-134664-3 | 2013年8月19日  | ISBN 978-986-332-127-9 |

## 小說
小說全3冊（池山田剛原作、時海結以著）。
- 鈴木同學，我愛你(1) Pure White Love

隨著春天的腳步接近，爽歌、輝、千尋、忍四人就讀的國中即將舉辦名為「歡送三年級會」的社團成果發表會。爽歌所屬的戲劇社將演出「天鵝湖」，輝、千尋、忍所屬的籃球社要表演球技。就在眾人充滿幹勁地練習時，一起意外打亂了一切。
- 鈴木同學，我愛你(2) With Precious Heart

爽歌搭乘從羽田機場飛往福岡的飛機。她和輝道別後，在機上交到的第一個朋友是一名少女，名叫內村杏梨。杏梨所看到的爽歌，是一家和樂融融的模樣……爽歌出發前往福岡後，輝和她從此失去連絡，拚了命尋找她。爽歌究竟在哪裡？
- 鈴木同學，我愛你(3) Curtain Call

### 出版書籍
| 卷數 | 小學館         | 小學館                 | 東立出版社    | 東立出版社             |
| 卷數 | 發售日期       | ISBN                   | 發售日期      | ISBN                   |
| ---- | -------------- | ---------------------- | ------------- | ---------------------- |
| 1    | 2009年12月24日 | ISBN 978-4-09-133048-2 | 2011年2月17日 | ISBN 978-9-86-104747-8 |
| 2    | 2010年7月26日  | ISBN 978-4-09-133405-3 | 2011年5月26日 | ISBN 978-9-86-104748-5 |
| 3    | 2012年9月26日  | ISBN 978-4-09-134540-0 |               |                        |

## 遊戲
鈴木同學，我愛你!!4位鈴木同學
Idea Factory於2010年7月29日發售的任天堂DS用的女性向戀愛遊戲。初回限定版附有廣播劇CD『夢です忍くん!!』，預約特典有2枚明信片。

### 登場角色
原作角色
- 星野爽歌（声 - 瀧田樹里）
- 伊藤千尋（声 - 竹達彩奈）
- 鈴木輝（声 - 宮田幸季）
- 鈴木忍（声 - 近藤隆）

自創角色
- 鈴木みちる（すずき みちる）（声 - 保志總一朗）

小学6年生的少年。多次住院和健康狀況不佳，不太了解外面的世界。
- 鈴木大翔（すずき ひろと）（声 - 中村悠一）

忍的堂兄弟，以職業運動選手為目標的高中生青年。在美國留學。和千尋一樣肩膀受傷，放棄了夢想。

## 外部連結
- 小学館コミック -Sho-Comiねっと- - 小学館による作品情報
- 好きです鈴木くん!! 4人の鈴木くん （页面存档备份，存于） - 遊戲公式網站
- 池山田★GO日記ウェブリブログ （页面存档备份，存于） - 作者部落格